# Phare de Storjungfrun
Le phare de Storjungfrun (en suédois : Storjungfruns fyr) est un phare situé sur l'île de Storjungfrun, appartenant à la commune de Söderhamn , dans le Comté de Gävleborg (Suède).
Le phare de Storjungfrun est inscrit au répertoire des sites et monuments historiques par la Direction nationale du patrimoine de Suède .

## Histoire
Storjungfrun est une île dans la golfe de Botnie à environ 15 kilomètres au sud-est de Söderhamn dans la province d'Hälsingland.
Le phare phare a été construit en 1838. Il marque l'aide à la navigation de Lindjungfrun à Söderhamn. Il a été automatisé en 1964.

## Description
Le phare  est une tour circulaire en pierre de 21 mètres de haut, avec une galerie et une lanterne. La tour est peinte en blanc et porte une bande noire en son milieu. Il émet, à une hauteur focale de 27 mètres, un éclat blanc, rouge et vert selon différents secteurs toutes les 8 secondes. Sa portée nominale est de 12 milles nautiques (environ 22 km).
Identifiant : ARLHS : SWE-064 ; SV-1890 - Amirauté : C6122 - NGA : 10476 .

## Caractéristique dufeu maritime
Fréquence : 8 secondes (W-R-G)
- Lumière : 2 secondes
- Obscurité : 6 secondes

### Lien connexe
- Liste des phares de Suède